# ملعب فورترسي
ملعب فورترسي (بالألمانية: Wörthersee Stadion)، كانت تعرف سابقًا باسم هايبو أرينا (بالإنجليزية: Hypo-Arena)‏ لأسباب دعائية، وهو ملعب متعدد الاستخدامات يقع في كلاغنفورت في النمسا، وهو ملعب لنادي أوستريا كارنتن، وقد كان يعرف الملعب القديم باسم وورثرسيشتاديون (بالألمانية: Wörtherseestadion)، وقد بني في عام 1960 وكان يستوعب 10,900 متفرج، وفي عام 2005 تم هدم الملعب وبناء ملعب آخر لكأس الأمم الأوروبية لكرة القدم 2008، ويستوعب الملعب الجديد 32,000 متفرج، وبعد نهاية كأس الأمم الأوروبية لكرة القدم 2008 سيتم تقليل عدد المقاعد فيه إلى 22,000 مقعد، وقد تم افتتاح الملعب رسميا في 7 سبتمبر 2007 في مباراة بين منتخب النمسا لكرة القدم ومنتخب اليابان لكرة القدم، وقد حضر المباراة 26,500 متفرج.